# Parafia św. Tomasza Apostoła w Sosnowcu
Parafia św. Tomasza Apostoła w Sosnowcu – rzymskokatolicka parafia należąca do diecezji sosnowieckiej. Ściśle związana z historią zarówno miasta Sosnowca (XIX w.) jak i dzielnicy Pogoń (XIV w.).

## Historia parafii
W roku 1911 r., decyzją biskupa kieleckiego Augustyna Łosińskiego, utworzona została parafia pw. św. Tomasza Apostoła i Matki Boskiej Różańcowej. Prace wykończeniowe przy kościele trwały dość długo i prowadzili kolejni proboszczowie. Świątynia została konsekrowana dopiero 26 kwietnia 1956 r. przez biskupa częstochowskiego Zdzisława Golińskiego. Świątynia nie była w pełni ukończona – nie zdołano wybudować wież. W 2004 r., staraniem ówczesnego proboszcza – ks. prał. Jana Szkoca, podjęto ponownie budowę wież kościoła. Dodatkowe 46 metrów (do łącznej wysokości 70 m.) zbudowane są z konstrukcji stalowej uzupełnionej szkłem. Powstałe wieże są jednym z najwyższych obiektów w Sosnowcu.
W pomieszczeniach wybudowanego na terenach przy plebanii domu katechetycznego powstało w 1991 r. Katolickie Liceum Ogólnokształcące im. św. Jana Bosko. Obiekt rozbudowano i w roku szkolnym 1997/98 szkoła stała się własnością parafii, ponieważ wcześniej podlegała Stowarzyszeniu Przyjaciół Szkół Katolickich.
Mieści się tam także Sosnowieckie Duszpasterstwo Akademickie, którego duszpasterzem jest ks. Sławomir Woźniak

## Kościół parafialny
Kościół jest wybudowany w stylu neogotyckim, murowany z czerwonej cegły, trójnawowy. Budowę kościoła rozpoczęto w 1904 r., w pobliżu  istniejącej od 1903 r. drewnianej kaplicy, według projektu Józefa Pomianowskiego. Z przyczyn finansowych dokonano odstępstw od projektu. Budowę zakończono w surowym stanie w 1911 r.. Poświęcenia kościoła dokonał dziekan będziński, ks. Klemens Hołociński. 

## Msze święte i odpusty
Odpusty parafialne:
- 3 lipca – św. Tomasza Apostoła (przenoszony na najbliższą niedzielę)
- w pierwszą niedzielę października – święto Najświętszej Maryi Panny Różańcowej.

## Proboszczowie
- ks. prałat Mieczysław Froelich (1903–1911) – budowniczy kościoła św. Tomasza Apostoła w Sosnowcu
- ks. prałat Stanisław Mazurkiewicz (1911–1916)
- ks. prałat Franciszek Pędzich (1916–1938)
- ks. kanonik Zdzisław Ługowski (1939–1940)
- ks. prałat Jerzy Imiela (1941–1966) – zbudował plebanię przy parafii św. Tomasza Apostoła w Sosnowcu
- ks. prałat dr Władysław Sobczyk (1967–1985) – zbudował kościół na cmentarzu św. Karola Boromeusza, odnowił i dostosował wnętrze świątyni do liturgii po Soborze Watykańskim II; był wykładowcą teologii pastoralnej Wyższego Seminarium Duchownego Archidiecezji  Częstochowskiej, do której wówczas należał Sosnowiec i w budynku którego, mieściło się również Wyższe Seminarium Duchowne Diecezji Sosnowieckiej w Krakowie
- ks. prał. kan. Jan Szkoc (1986–17 sierpnia 2008 r.) – współtworzył Hospicjum Św. Tomasza w Sosnowcu[1]; wybudował przy arterii komunikacyjnej figury Aniołów na Cmentarzu parafialnym, rozbudował zabudowania dla Liceum Katolickiego[2], przeprowadził ich przebudowę według nowatorskiego planu E. i T. Taczewskich[3]; wybudował dwie piękne brakujące wieże kościoła, także według nowoczesnego projektu p. Taczewskich.
- ks. kanonik Andrzej Domagała (od 18 sierpnia 2008 r.)

W Domu Parafialnym mieszka biskup pomocniczy diecezji sosnowieckiej Piotr Skucha.